# العلاقات البالاوية المصرية
العلاقات البالاوية المصرية هي العلاقات الثنائية التي تجمع بين بالاو ومصر.

## مقارنة بين البلدين
هذه مقارنة عامة ومرجعية للدولتين:
| وجه المقارنة                                              | بالاو                         | مصر           |
| --------------------------------------------------------- | ----------------------------- | ------------- |
| المساحة (كم2)                                             | 465                           | 1.01 مليون    |
| عدد السكان (نسمة)                                         | 21.73 ألف                     | 94.80 مليون   |
| الكثافة السكانية (ن./كم²)                                 | 4.67 ألف                      | 93.86         |
| العاصمة                                                   | نغيرولمود، كورور              | القاهرة       |
| اللغة الرسمية                                             | لغة إنجليزية، اللغة البالاوية | اللغة العربية |
| العملة                                                    | دولار أمريكي                  | جنيه مصري     |
| الناتج المحلي الإجمالي (بليون دولار)                      | 291.54 مليون                  | 235.37 مليار  |
| الناتج المحلي الإجمالي (تعادل القوة الشرائية) بليون دولار | 326.12 مليون                  | 998.67 مليار  |
| الناتج المحلي الإجمالي الاسمي للفرد دولار أمريكي          | 13.50 ألف                     | 3.61 ألف      |
| الناتج المحلي الإجمالي للفرد دولار أمريكي                 | 14.76 ألف                     |               |
| مؤشر التنمية البشرية                                      | 0.780                         | 0.690         |
| رمز المكالمات الدولي                                      | +680                          | +20           |
| رمز الإنترنت                                              | .pw                           | .eg، .مصر     |
| المنطقة الزمنية                                           | ت ع م+09:00                   | ت ع م+02:00   |

## منظمات دولية مشتركة
يشترك البلدان في عضوية مجموعة من المنظمات الدولية، منها:
| علم المنظمة | اسم المنظمة                        | تاريخ انضمام بالاو | تاريخ انضمام مصر |
| ----------- | ---------------------------------- | ------------------ | ---------------- |
|             | مؤسسة التنمية الدولية              | 16 ديسمبر 1997     | 26 أكتوبر 1960   |
|             | الأمم المتحدة                      | 15 ديسمبر 1994     | 24 أكتوبر 1945   |
|             | مؤسسة التمويل الدولية              | 16 ديسمبر 1997     | 20 يوليو 1956    |
|             | وكالة ضمان الاستثمار متعدد الأطراف | 16 ديسمبر 1997     | 12 أبريل 1988    |
|             | يونسكو                             | 20 سبتمبر 1999     | 22 يناير 1947    |
|             | البنك الدولي للإنشاء والتعمير      | 16 ديسمبر 1997     | 27 ديسمبر 1945   |

## وصلات خارجية
- موقع وزارة الخارجية المصرية